# Ronglu

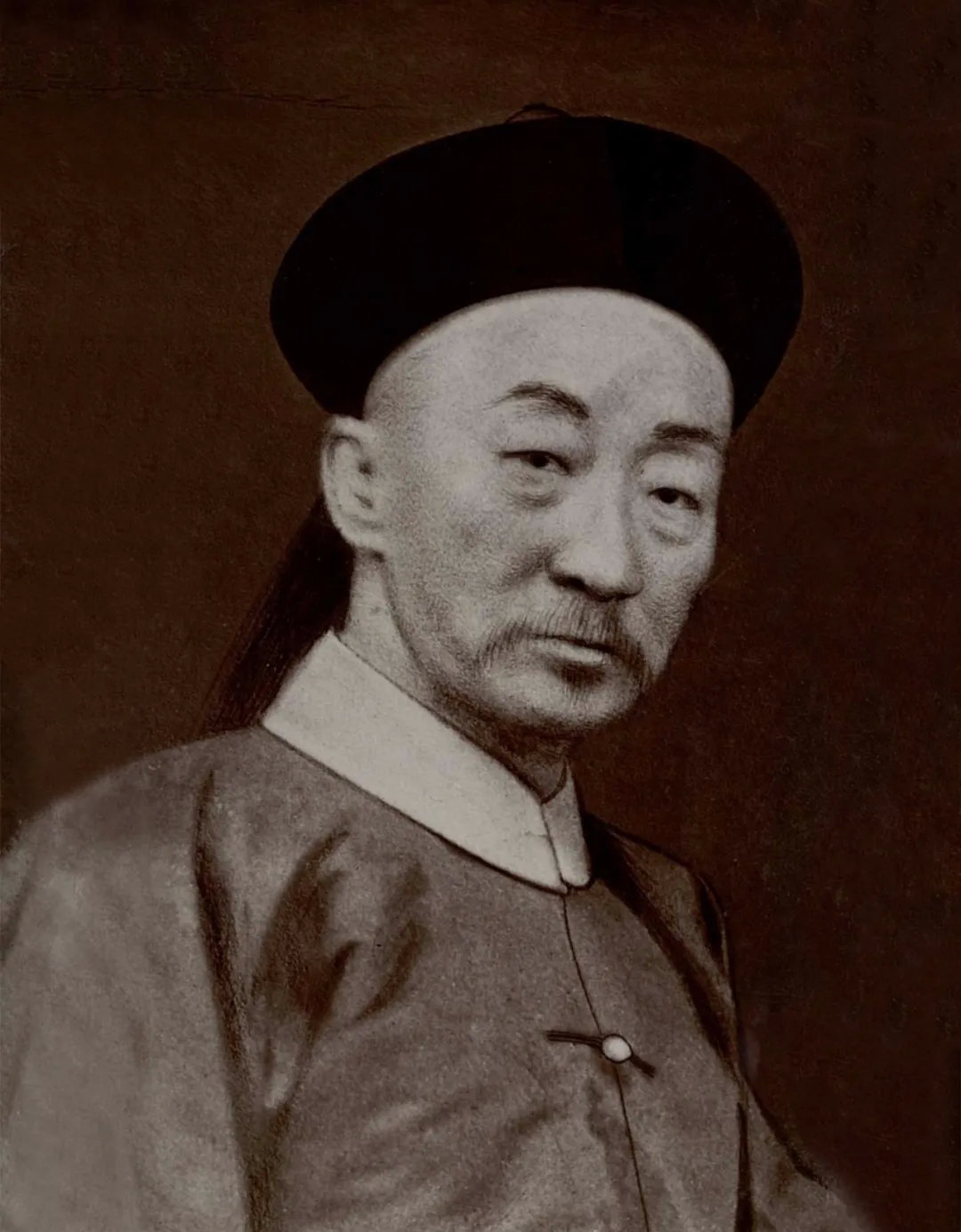

Ronglu, född 6 april 1836, död 11 april 1903, manchuisk statsman under den sena Qingdynastin. Han var genom sin dotter Youlan morfar till kejsar Puyi. 
Han utnämndes redan vid 30 års ålder till vicepresident i finansministeriet och erhöll snart även flera andra viktiga ämbeten i Peking, men avlägsnades 1880 till en betydelselös militär post. 1894 återkallades han till Peking som huvudstadens militärguvernör under kriget med Japan, blev 1895 president i krigsministeriet, 1896 storsekreterare och 1898 högste ledare av finansministeriet samt i juni samma år generalguvernör i provinsen Beizhili. Ronglu var nära allierad med änkekejsarinnan Cixi och stödde hennes undertryckande av Kang Youweis reformprogram 1898
Cixi genomdrev i september samma år Ronglus utnämning till "högste befälhavare över nordens alla stridskrafter", och han nämns som en av hennes främste rådgivare under 1900 års stora kris, boxarupproret och stormaktsinterventionen.
Ronglu var vid sin död president för finanskontrollen, förordade efter boxarupproret en ryssvänlig politik och ansågs under sina sista år som änkekejsarinnans inflytelserikaste rådgivare och det konservativa partiets egentlige ledare.